# وريد جبهي
الوريد الجبهي (بالإنجليزية: Frontal vein)‏ أو الوريد فوق البكرة يبدأ عند جبهة الرأس في ضفيرة وريدية تتصل مع الأفرع الجبهية للوريد الصدغي السطحي. تتحد الأوردة لتكون جذع واحد. يسير هذ الجذع للأسفل بالقرب من الخط المنصف للجبهة موازياً للوريد الجبهي في الجهة المقابلة. ثم يتحد الوريدان عند جذر الأنف بواسطة فرع عرضي يُسمى القوس الأنفي، حيث يستقبل هذ الفرع أوردة صغيرة من الجهة الخلفية للأنف. عند جذر الأنف تتباعد الأوردة، كلٍ عند الزاوية الإنسية للحجاج، ينضم إلى الوريد فوق الحجاج، لتشكيل الوريد الزاوي. في بعض الأحيان يتحد الوريدان الجبهيان لتشكيل جذع واحد، الذي يشعب بدوره عند جذر الأنف إلى اثنين من الأوردة الزاوية.

## وصلات خارجية
- Diagram at stchas.edu
- http://www.dartmouth.edu/~humananatomy/figures/chapter_47/47-5.HTM